# The Incredibly True Adventure of Two Girls in Love
Pour plus de détails, voir Fiche technique et Distribution.
The Incredibly True Adventure of Two Girls in Love est un film américain écrit et réalisé par Maria Maggenti, sorti en  1995.
Ce film a lancé la carrière de Laurel Holloman (Randy), de Nicole Ari Parker (Evie) et de Dale Dickey (Regina).

## Distribution
- Laurel Holloman - Randy Dean
- Maggie Moore - Wendy
- Kate Stafford - Rebecca Dean
- Sabrina Artel - Vicky
- Toby Poser - Lena
- Nélson Rodríguez - Frank
- Dale Dickey - Regina
- Nicole Ari Parker - Evie Roy
- Andrew Wright - Hayjay
- Stephanie Berry - Evelyn Roy
- Katlin Tyler
- Anna Padgett
- Stephanie Berry